# Пашнино (Челябинская область)
Пашнино — село в Красноармейском районе Челябинской области России. Входит в состав Канашевского сельского поселения.

## География
Село находится на северо-востоке Челябинской области, в лесостепной зоне, на берегах озера Шахаркуль, на расстоянии 19 километров (по прямой) к юго-востоку от села Миасского, административного центра района. Абсолютная высота 181 метр над уровнем моря.

## Население
| 2002 | 2010 |
| ---- | ---- |
| 396  | ↗420 |

Гендерный состав
По данным Всероссийской переписи населения 2010 года в гендерной структуре населения мужчины составляли 50,2 %, женщины — 49,8 %.
Национальный состав
Согласно результатам переписи 2002 года, в национальной структуре населения русские составляли 84 %.

## Улицы
Уличная сеть села состоит из шести улиц.